# Radio Disney
Radio Disney este un post de radio din Statele Unite ale Americii, care este deținut de The Walt Disney Company și Disney–ABC Television Group. A început să emită pe data de 18 noiembrie 1996. Acest post de radio difuzează piese pentru copii, pre-adolescenți și adolescenți.

## Canale înrudite
VFA